# Centre démocratie et progrès
Het Centre démocratie et progrès CDP (Nederlands: Democratisch en Vooruitstrevend Centrum), was een Franse politieke partij, die van 1969 tot 1976 bestond. Jacques Duhamel leidde de partij, die christendemocratisch was georiënteerd.
Het Centre démocratie et progrès ontstond in juli 1969 toen een aantal leden van de politieke partij Centre démocrate (CD) besloten om de kandidatuur van de gaullist Georges Pompidou te steunen voor de Franse presidentsverkiezingen van 1969, dit in tegenstelling tot de meerderheid van de CD, die juist de kandidatuur van de eigen presidentskandidaat Alain Poher steunde. Er kwamen veel leden over van de Mouvement Républicain Populaire. Na de verkiezingswinst van Pompidou trad de regering-Chaban-Delmas aan, waar ook ministers van het CDP zitting hadden.
Het Centre démocratie et progrès won bij de parlementsverkiezingen van 1973 23 zetels en vormde in de Assemblée nationale de fractie Union centriste met 30 leden. Deze fractie ging in 1974 een fusie aan met de Réformateurs démocrates sociaux en vormde de nieuwe fractie Groupe des Réformateurs, centristes et démocrates sociaux. Het Centre démocratie et progrès en Centre démocrate fuseerden in 1976 tot het Centre des démocrates sociaux.